# Muro de Hielo
En el universo ficticio de Dragonlance, el Muro de Hielo es la zona sur de Ansalon. Es una zona de inmensas estepas cubiertas de hielo en las que Laurana, Sturm, Gilthanas, Tas y Flint se enfrentaron al Señor del Dragón Feal-thas y su dragón blanco Sleet. Este fue herido por una flecha de la elfa cuando los perseguía cerca de las costas de Ergoth del Sur.
- Datos: Q6033024